# Вишньовка (Тайиншинський район)
Вишньо́вка (каз. Вишнёвка) — село у складі Тайиншинського району Північноказахстанської області Казахстану. Входить до складу Яснополянського сільського округу, раніше було центром та єдиним населеним пунктом ліквідованої Вишньовської сільської ради.
Населення — 645 осіб (2021; 707 у 2009, 815 у 1999, 940 у 1989).
Національний склад станом на 1989 рік:
- поляки — 68 %.